# Siegfried Ballerstedt
Siegfried Ballerstedt (* 5. Dezember 1937 in Aschersleben) ist ein ehemaliger Wasserballspieler aus der DDR. Er war Europameisterschaftszweiter 1966.

## Sportliche Karriere
Siegfried Ballerstedt spielte ab 1955 für die SG Dynamo Magdeburg, den DDR-Meister von 1958 bis 1966 sowie 1968. Ab 1955 war Ballerstedt Mitglied der Wasserballnationalmannschaft der DDR, für die er insgesamt 198 Länderspiele bestritt.
Ballerstedt trat 1958 mit der DDR-Nationalmannschaft bei der Europameisterschaft in Budapest an. In der Vorrunde belegte die Mannschaft den zweiten Platz hinter der Mannschaft aus der Sowjetunion. In der Zwischenrunde wurde die Mannschaft Dritter hinter Italien und der Sowjetunion. In den Platzierungsspielen erreichte die Mannschaft den fünften Platz, wobei die Auswahl der DDR die Mannschaft aus der Bundesrepublik Deutschland mit 6:2 besiegte. 1960 unterlag die DDR-Mannschaft der Auswahl aus der BRD bei den Qualifikationsspielen für die gesamtdeutsche Mannschaft.
Bei der Europameisterschaft 1962 in Leipzig zog die DDR-Mannschaft mit einem Sieg über Italien, einem Unentschieden gegen Rumänien und einer Niederlage gegen die Ungarn in die Runde der letzten vier Mannschaften ein. Dort unterlag die DDR-Mannschaft den Jugoslawen und spielte Unentschieden gegen die Auswahl aus der Sowjetunion. Hinter den Mannschaften Ungarns, Jugoslawiens und der Sowjetunion belegte die Mannschaft aus der DDR den vierten Platz.
1964 bezwang die Nationalmannschaft der DDR die Nationalmannschaft der Bundesrepublik Deutschland in den beiden Qualifikationsspielen für die gesamtdeutsche Mannschaft durch ein 3:1 in Magdeburg und ein 1:1 in Wuppertal. Bei den Olympischen Spielen 1964 in Tokio belegte die Mannschaft aus der DDR in der Vorrunde den zweiten Platz hinter der Mannschaft aus der Sowjetunion. Nach zwei Niederlagen in der Zwischenrunde und zwei Siegen in den Platzierungsspielen belegte die Mannschaft aus der DDR den sechsten Platz. Ballerstedt war in allen sechs Spielen dabei und erzielte einen Treffer.
Zwei Jahre später bei der Europameisterschaft 1966 in Utrecht gewann die Auswahl aus der DDR ihre Vorrundengruppe und ihre Zwischenrundengruppe jeweils vor den Jugoslawen. In der Finalrunde siegte die Mannschaft mit 2:1 über Italien, das letzte Spiel gewann die Mannschaft aus der Sowjetunion mit 1:0 gegen die DDR-Auswahl. Damit war die sowjetische Mannschaft Europameister vor der DDR-Auswahl und den Jugoslawen.
Bei den Olympischen Spielen 1968 in Mexiko-Stadt war die Wasserballnationalmannschaft Teil der Olympiamannschaft aus der DDR. In der Vorrunde war die Mannschaft mit fünf Siegen bei einem Unentschieden und einer Niederlage punktgleich mit den Jugoslawen, die aber wegen der besseren Tordifferenz in die Finalrunde einzogen. Nach den Platzierungsspielen lag die Mannschaft aus der DDR wie vier Jahre zuvor auf dem sechsten Platz. Ballerstedt war in allen Spielen dabei und warf insgesamt drei Tore.
1968 stellte die DDR die staatliche Förderung für den Wasserballsport ein, es gab danach nur noch reinen Amateursport.
Siegfried Ballerstedt heiratete 1964 die Schwimmerin Barbara Göbel. Der Diplom-Ingenieur war bis 1990 in Berlin im Sportstättenbau beschäftigt.